# Тринидад (Калифорния)
Тринидад (англ. Trinidad) — прибрежный город в округе Гумбольдт в штате Калифорния в Соединённых Штатах Америки.
Согласно результатам переписи населения США, проведённой в 2020 году, число жителей города составляло 307 человек, что, для такого небольшого населённого пункта, существенно меньше (− 16,3%), чем было во время предыдущей переписи прошедшей в 2010 году (367 человек).

## География
Центр Тринидада расположен на берегу Тихого океана на высоте 174 фута (53 метра) над уровнем моря

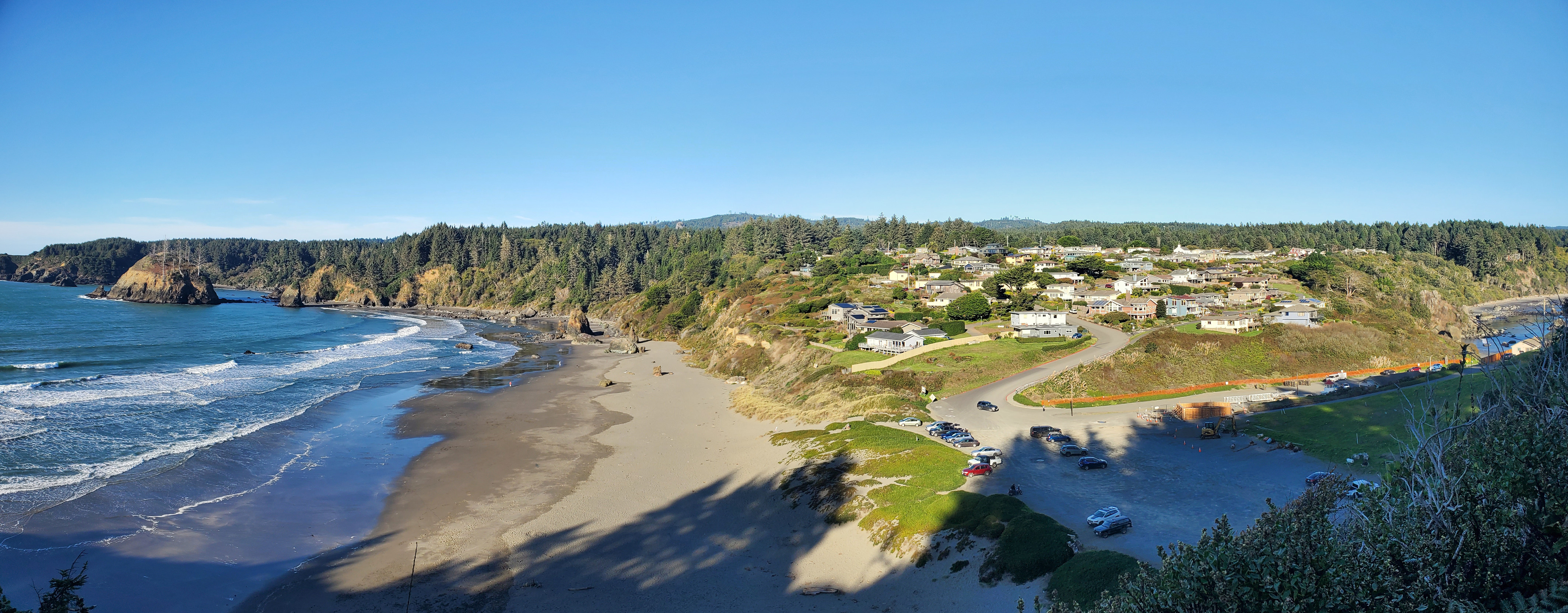
Побережье Тринидада

Город находится примерно в 8 милях (13 км) к северу от аэропорта Аркейта-Юрика и в 15 милях (24 км) к северу от университетского городка Аркейта. 
По данным представленным Бюро переписи США, общая площадь города составляет 0,67 квадратных мили (1,74 км2) из которых 0,48 квадратных мили (1,26 км2) приходится на сушу, а 0,19 квадратных мили (0,48 км2 или 27,74%) занимает водная поверхность.

## Климат
Согласно данным представленным Национальной метеорологической службой США климат Тринидада океанический, граничащий с тёплым летним средиземноморским климатом, который на климатических картах, по системе классификации климатов Кёппена, сокращённо обозначается аббревиатурой «Csb», и относительно умеренный по сравнению с внутренними районами. 

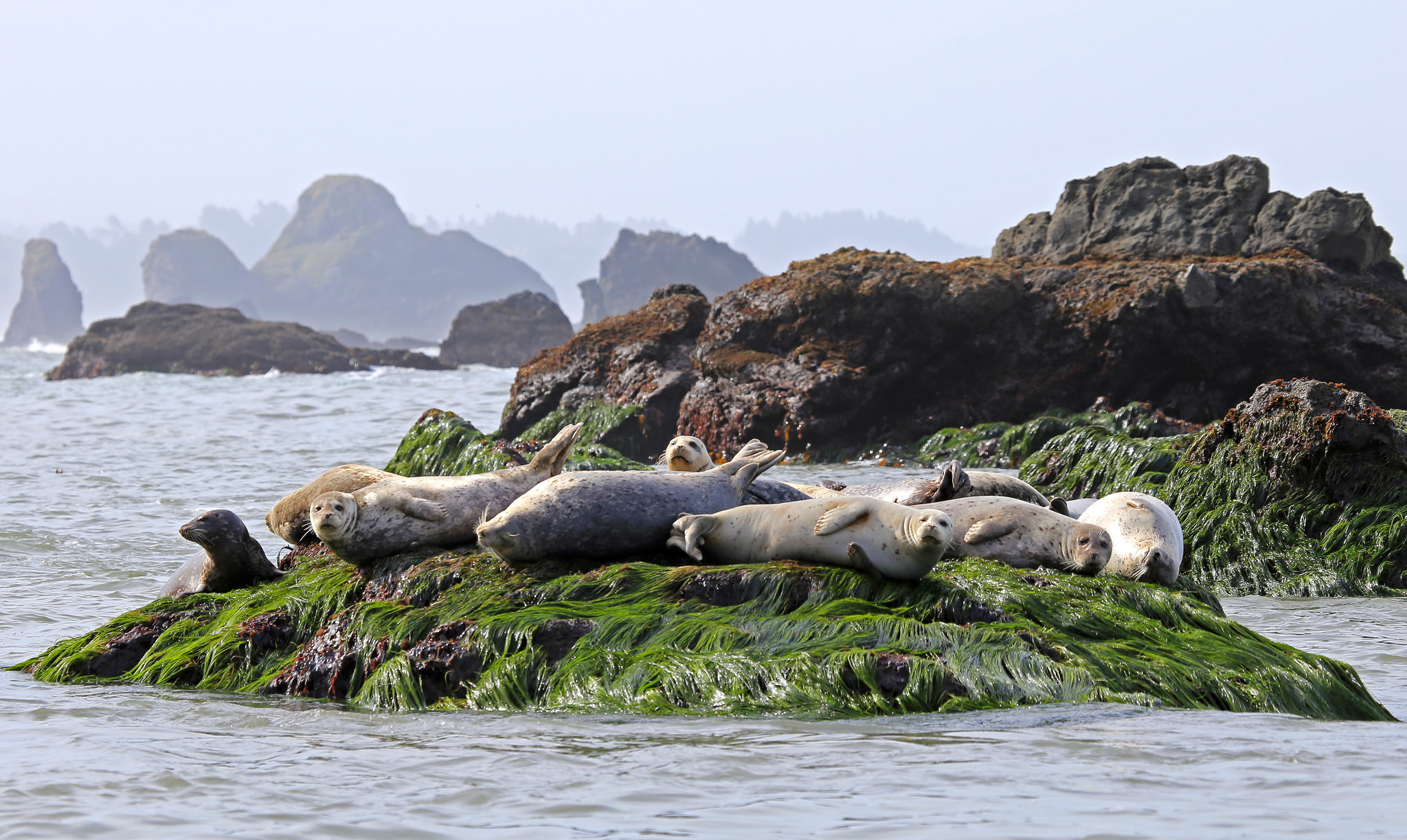
Калифорнийский прибрежный национальный памятник

Годовые температуры колеблются от приблизительно 37,1 до 74,2 °F (от 2,8 до 23,4 °C). Зимние месяцы дождливые, среднее количество осадков составляет около 50 дюймов (130 см), хотя дожди выпадают во все месяцы года, летом они менее выражены. 
Весенние и осенние холодные фронты часто образуют адвективный туман, который выталкивает морской слой к побережью. Летом ложбины низкого давления, образующиеся из-за интенсивного нагревания, могут создавать сильные градиенты давления, вытягивающие морской слой к берегу. Летние туманы, умеренные осадки и мягкие температуры характерны для экорегиона прибрежных лесов Северной Калифорнии и жизненно важны для роста местной секвойи. Охраняемые насаждения старых секвойевых деревьев можно посетить в 20 милях (32 км) к северу от Тринидада, в Национальном парке Редвуд.

## История
В доколумбову эпоху на этих землях жили коренные американцы из индейского племени юрок. Их деревня Цурай существовала здесь тысячи лет, пока, из-за постоянных притеснений со стороны европейских колонистов, не была вынужденно покинута жителями в 1916 году. Индейцы перебрались в выделенную им правительством США резервацию, где их потомки живут и по сей день, а на месте бывшей деревни был установлен памятный камень.

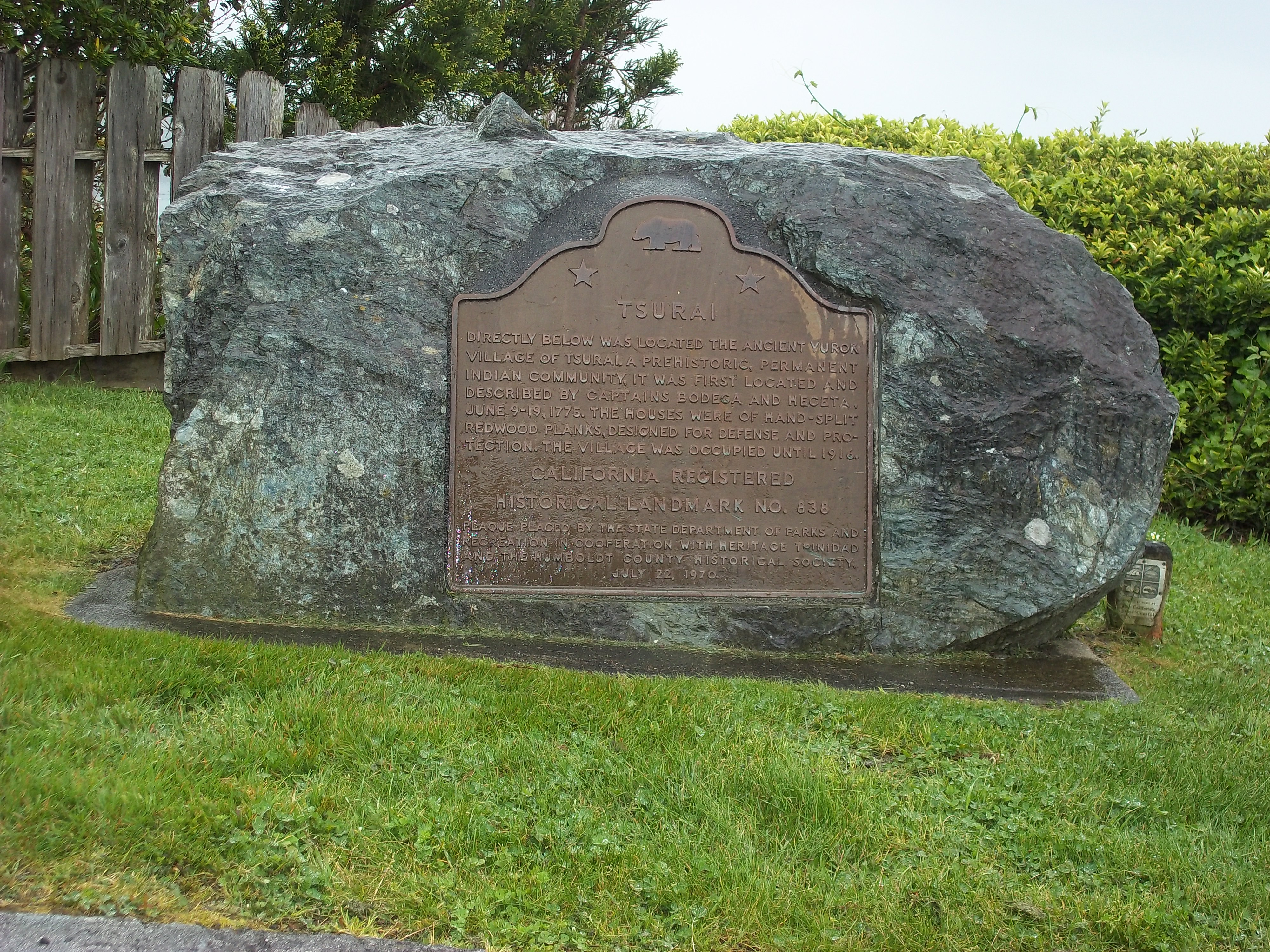
Памятный камень на месте Цурай

Первыми европейцами прибывшими в гавань Тринидада стали в 1595 году члены экипажа манильского галеона под командованием капитана Манила Себастьяна Родригеса Серменьо, но на берег они не высаживались. 
Следующий визит европейцев состоялся 9 июня 1775 года, когда капитаны испанского флота Бруно де Эсета и Хуан Франсиско де ла Бодега и Куадра бросили якорь в заливе Тринидад. 11 июня 1775 года, в Троицкое воскресенье, Эсета и его люди провели формальный акт владения, заявив права на залив для испанского короля Карла III. На том месте, где они воздвигли деревянный христианский крест, в 1913 году был установлен резной гранитный крест с надписью «Во имя короля Карла Испанского». Испанцы назвали эту область «La Santisima Trinidad» («Пресвятая Троица»), откуда и название города. Капитаны и их команда стали первыми европейцами, которые обнаружили и описали деревню Цурай.

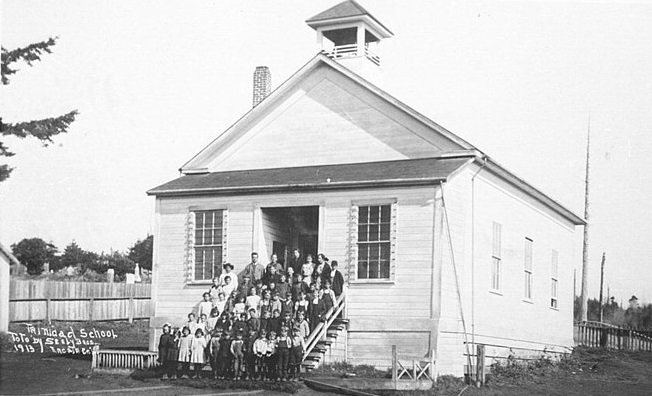
Школа в Тринидаде (1913)

Территория находилась под контролем Королевства Испания до обретения Мексикой независимости в 1821 году, когда земля стала частью Мексики, как самостоятельного государства. 
Под Высочайшим Его Императорского Величества покровительством Российская Американская компания начала использовать залив у Тринидада в качестве базы для охоты на морских выдр около 1806 года. Они рассматривали возможность создания там постоянного форпоста, но вместо этого, возможно из-за Отечественной войны, в 1812 году основали Форт-Росс близ бухты Бодега. 
Соединённые Штаты завоевали Калифорнию во время Мексикано-американской войны в 1846 году, а в 1850 году Калифорния стала штатом США. Американские поселенцы прибыли в залив Тринидад на корабле James R. Whitting в 1850 году и основали город, переименованный в Уорнерсвилл в честь Р. В. Уорнера, одного из поселенцев. Первое почтовое отделение открылось в Тринидаде в 1851 году.

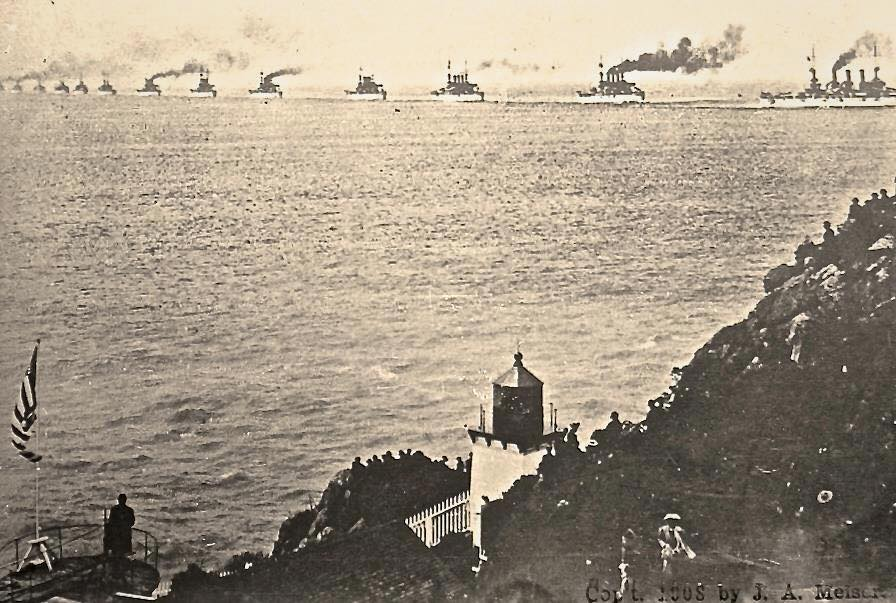
Великий белый флот у берегов Тринидада (1908)

С 1850 по 1851 год Тринидад был административным центром округа Тринити.
С 1851 по 1854 год Тринидад являлся столицей округа Кламат, одного из первых округов Калифорнии (округ был расформирован в 1874 году). 
В 1854 году Тринидад стал частью созданного год назад округа Гумбольдт с административным центром в Юрике. Потеряв статус столицы город стал глухой провинцией и его развитие шло крайне медленно. 
Во время Гражданской войны в США калифорнийские добровольцы, сражавшиеся с местными коренными американцами в войне за Болд-Хиллз, были с июля 1863 года размещены в лагере Тринидад для защиты как города, так и прибрежной дороги от набегов индейцев. В октябре 1863 года их перевели на 4 мили (6,4 км) севернее в лагерь Гилмор.

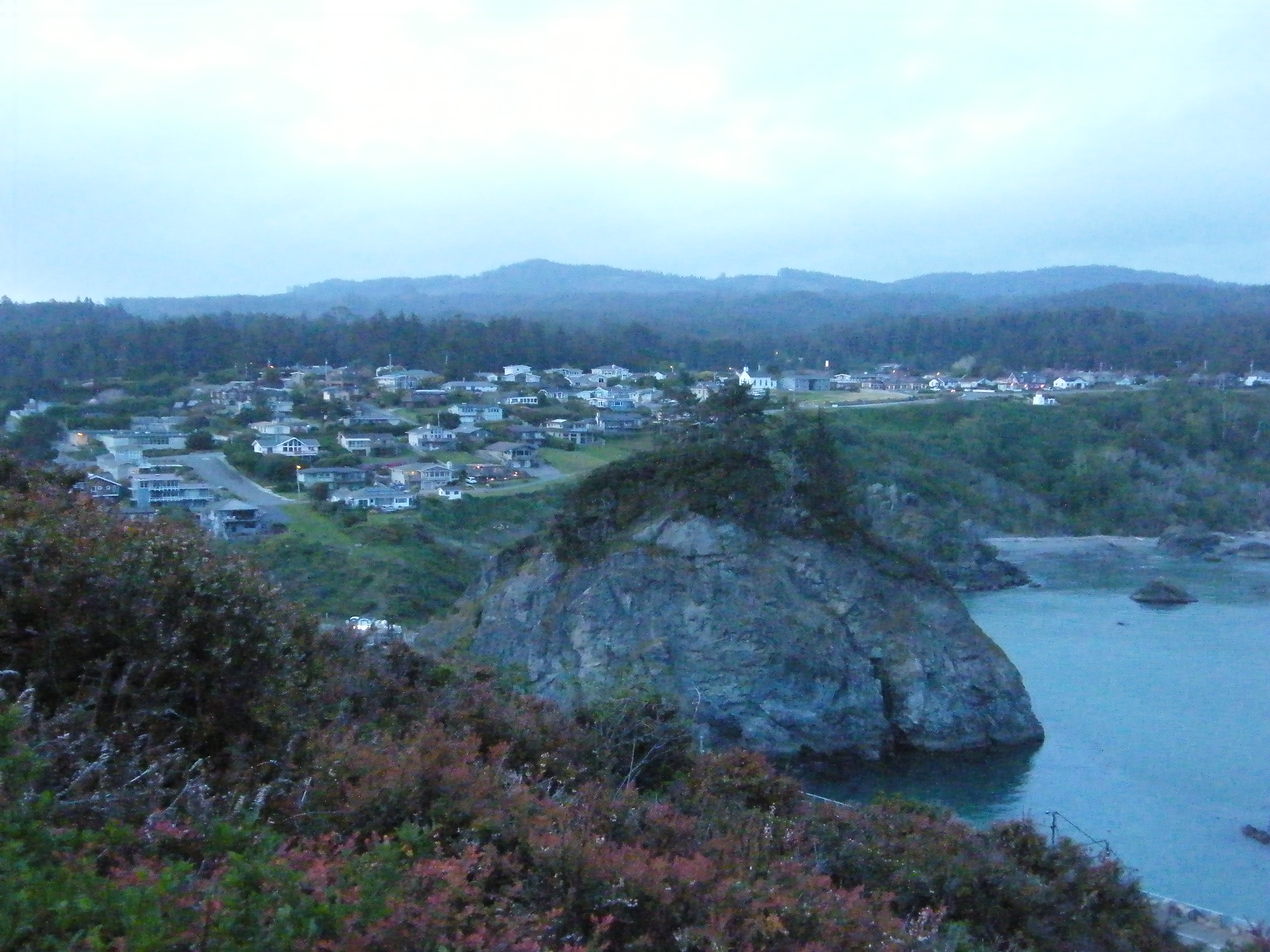
Тринидад в 2008 году

7 ноября 1870 года поселение было инкорпорировано и включено в реестр штата Калифорния, благодаря чему некорпоративное сообщество  официально получило статус города («Сity of» / «Town of»). Только в 1880-х население Тринидада наконец дошло до трёхзначной цифры (104 человека).
Часть мыса Тринидад-Хед общей площадью 46 акров (19 гектаров) была передана городу в 1983 году с условием, что земля будет доступна для общественного отдыха. 
Тринидад является одним из самых маленьких инкорпорированных городов Калифорнии. Город известен своей береговой линией с десятью общественными пляжами и прибрежными скалами, являющимися частью Калифорнийского прибрежного национального памятника, «городом-воротами» которого является Тринидад. Рыболовный промысел, связанный с гаванью Тринидада, жизненно важен как для местного туризма, так и для коммерческого рыболовства в регионе.